# Coppa Placci 1926
La Coppa Placci 1926, quarta edizione della corsa, si svolse il 22 agosto 1926 su un percorso di 220 km. La vittoria fu appannaggio dell'italiano Ermanno Vallazza, che completò il percorso in 8h27'00", precedendo i connazionali Enea Dal Fiume e Mario Pomposi.

## Ordine d'arrivo (Top 10)
| Pos. | Corridore             | Squadra         | Tempo    |
| ---- | --------------------- | --------------- | -------- |
| 1    | Ermanno Vallazza      | Legnano-Pirelli | 8h27'00" |
| 2    | Enea Dal Fiume        | Jenis-Pirelli   | a 5'08"  |
| 3    | Mario Pomposi         | -               | a 5'30"  |
| 4    | Antonio Montevecchi   | Jenis-Pirelli   | a 8'43"  |
| 5    | Giovanni Del Taglio   | -               | s.t.     |
| 6    | Michele Gordini       | -               | s.t.     |
| 7    | Antonio De Franceschi | -               | s.t.     |
| 8    | Guido Messeri         | -               | s.t.     |
| 9    | Livio Cattel          | -               | s.t.     |
| 10   | Giuseppe Casadio      | -               | s.t.     |